# Airport Express (MTR)
De Airport Express is een van de elf metrolijnen van de Metro van Hongkong. De lijn loopt van station Hong Kong naar metrostation AsiaWorld-Expo en heeft als lijnkleur groenblauw. Voor een groot deel van de route loopt de lijn parallel aan de Tung Chung Line De Airport express werd op 6 juli 1998, gelijk met de luchthaven zelf, feestelijk geopend. Sinds 20 december 2005 rijdt deze metrolijn verder naar de Asia World Expo.
Drie stations van Airport express (Tsing Yi, Kowloon en Hong Kong Station) hebben ook overstapmogelijkheden op andere metrolijnen.
De route van Hong Kong station naar het vliegveld duurt ongeveer 24 minuten.
|  |

## Inchecken bagage op station Kowloon en Hong Kong
Er is een mogelijkheid om reisbagage niet op de luchthaven zelf, maar al op de stations Kowloon en Hong Kong in te checken. Het metrovoertuig heeft 8 wagons waarvan één speciaal voor bagages is gemaakt. Deze wagon heeft geen ramen en heeft 5 deuren per zijde terwijl de andere wagons er maar 2 per zijde hebben.

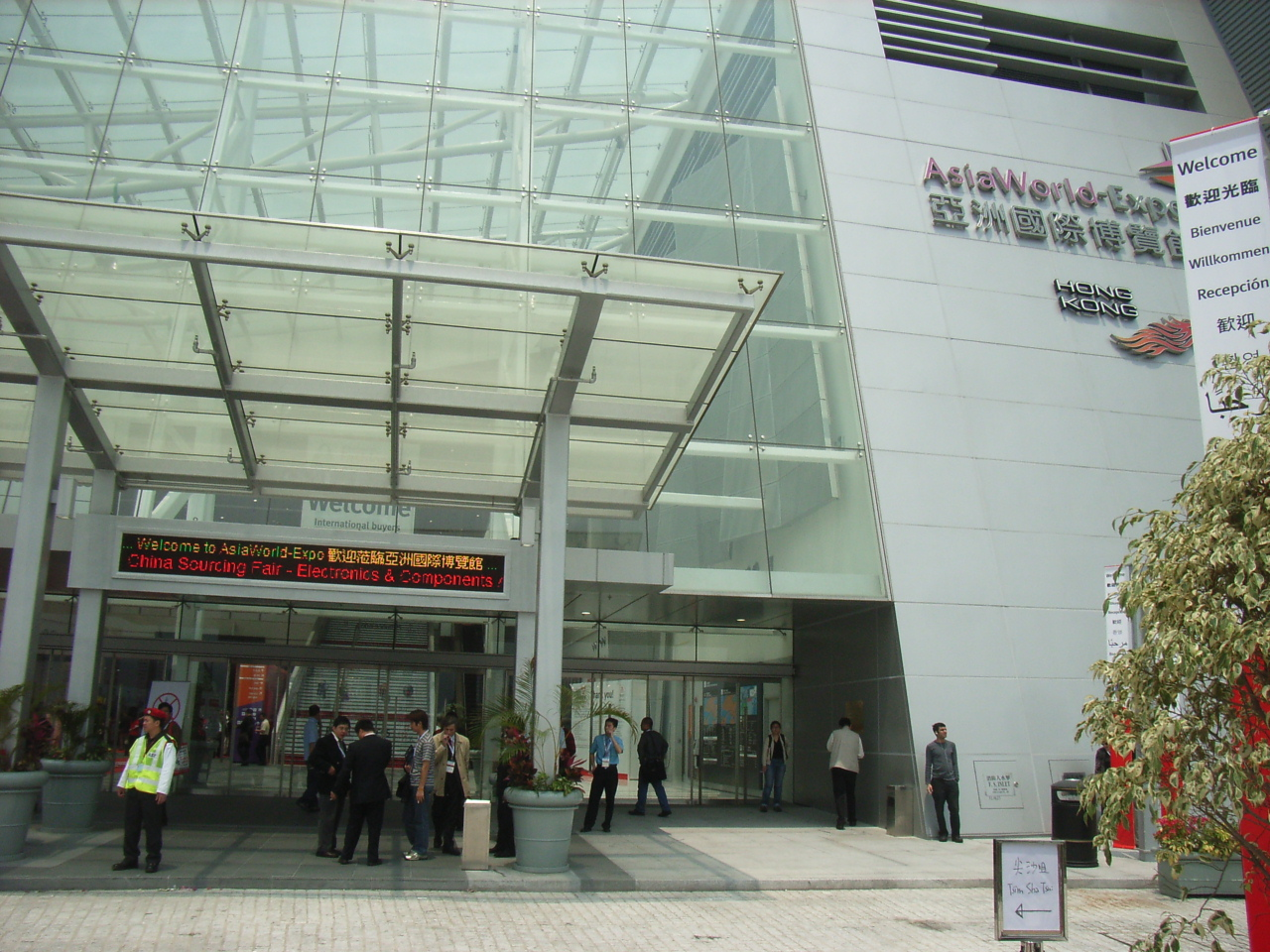
AsiaWorld Expo
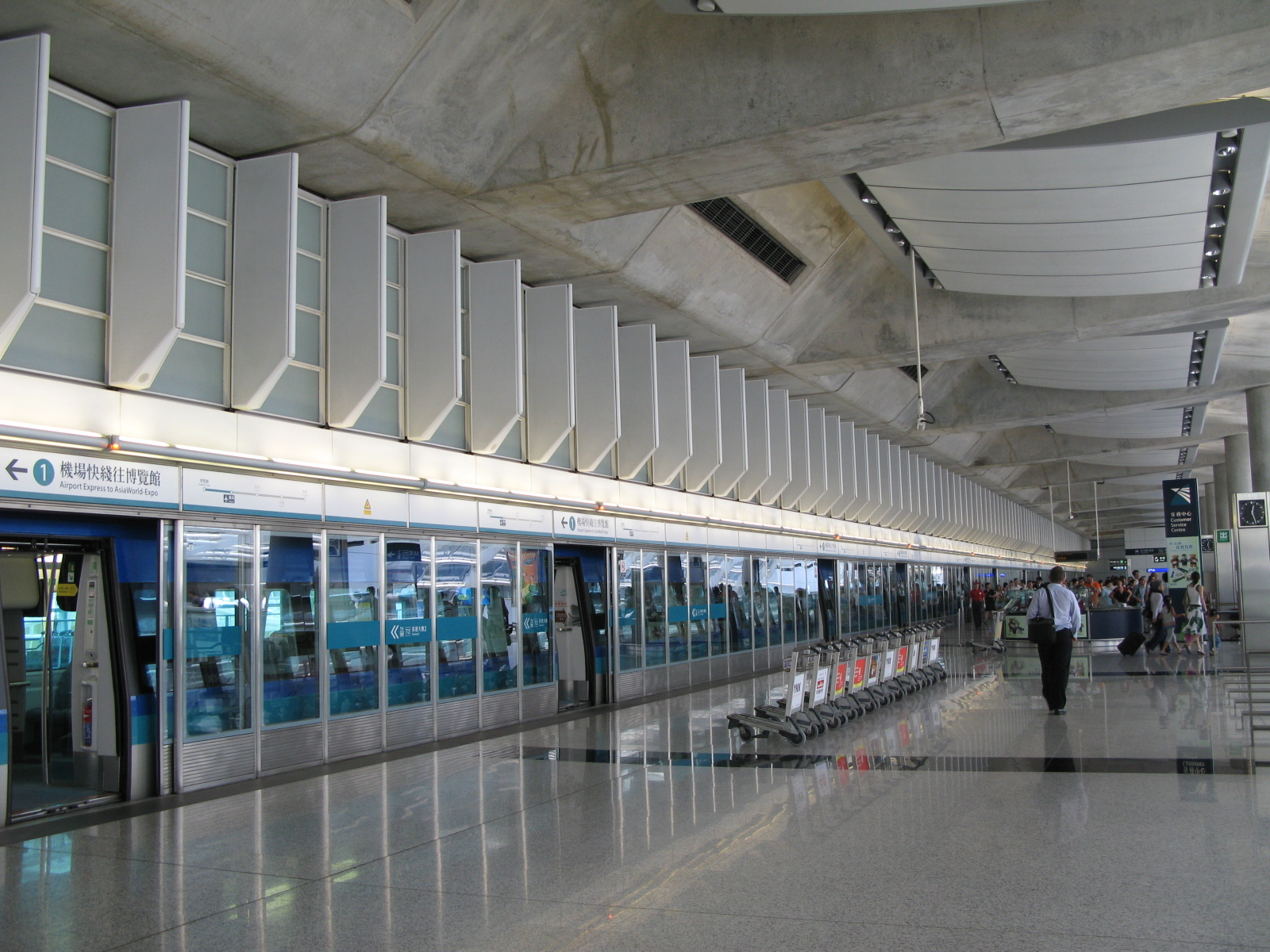
Perron station Airport
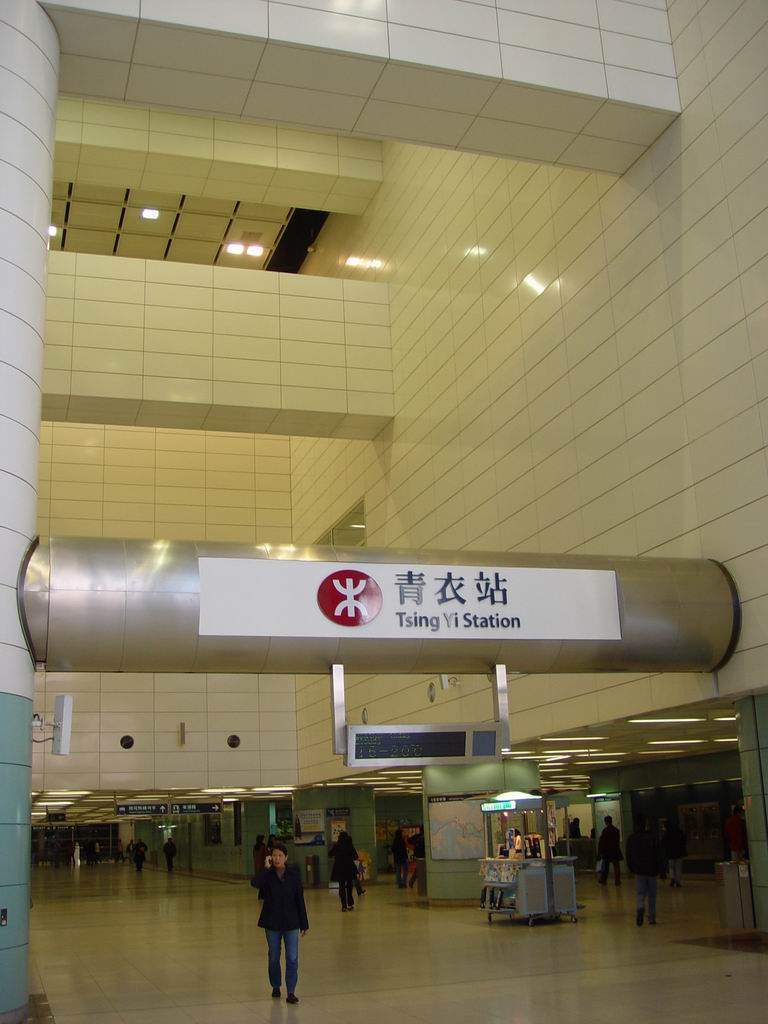
Hal station Tsing Yi
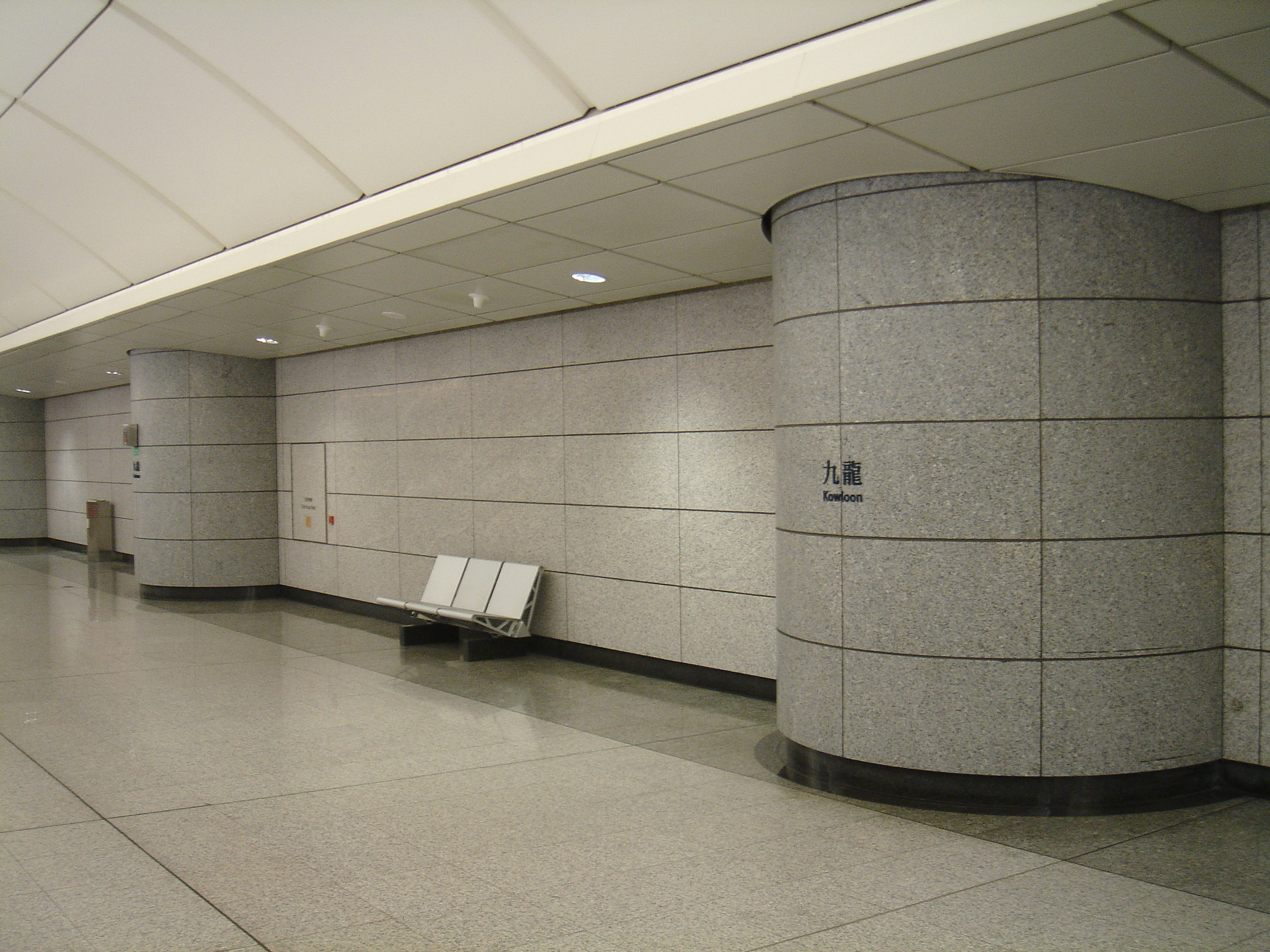
Perron station Kowloon

## Limitaties in het ontwerp
Toen Brits Hong Kong de Airport lijn (Tung Chung Line en Airport Express) in de 90'er jaren aan het plannen was gaf de Chinese overheid aan dat de kosten een probleem konden zijn in de toekomst. Om die reden zijn er enkele limitaties in het ontwerp doorgevoerd waardoor er een reductie aan routes aanwezig is.
- Origineel was het plan om een vierspoorse spoorlijn te bouwen. Dit is uitgedunt tot een twee sporige spoorlijn op grote delen van de route.
- De Launtau Link, de verbinding tussen New Territories en Lantau Island, heeft een maximale capaciteit van 1 trein per richting. Hierdoor is de minimale afstand tussen twee treinen 2 minuten en 15 seconden. Enkele Tung Chung treinen halteren hierdoor in Tsing Yi in plaats van Tung Chung.
- Het seinenstelsel op de spoorlijn is niet in staat om een voorkeursbehandeling te geven aan de Airport Express treinen, waardoor vooral rondom Sunny Bay een Airport Express trein achter een Tung Chung Line trein een knelpunt is.
- Het stroomsysteem kan maar een beperkt aantal treinen aan.